# 由利本荘市立川内小学校
由利本荘市立川内小学校（ゆりほんじょうしりつ かわうちしょうがっこう）は、秋田県由利本荘市鳥海町にあった公立小学校。

## 概要
鳥海町川内地区の中心部にあった小学校である。
校歌は、創立60周年記念として1935年に制定されたものである。竹内瑛二郎が作詞し、小野崎晋三が作曲した。

## 沿革
出典：
- 1874年（明治7年）7月1日 - 上川学校として開校。
- 1879年（明治12年）11月 - 上川小学校が川上学校と平根学校に分離。
- 1882年（明治15年）4月 - 下川学校を興屋学校と称す。平根学校と上川学校が合併、小川と興屋は分校となる。
- 1888年（明治21年）4月 - 簡易科設置、上川簡易学校と改称す。
- 1892年（明治25年）4月 - 尋常科を設置し、川内尋常小学校と改める。興屋分校独立し、興屋尋常小学校となる。
- 1901年（明治34年）4月 - 川内、興屋両校合併し、川内尋常小学校と改める。
- 1902年（明治35年）- 上田野の現在地に、川内尋常小学校を建てる。
- 1903年（明治36年）- 4月19日 - 高等科を併置、川内尋常高等小学校と改称する。
- 1922年（大正11年）9月 - 校舎を新増築。
- 1924年（大正13年）7月 - 校舎を新増築。
- 1927年（昭和2年）10月 - 小学校増築、補習学校新校舎落成。
- 1929年（昭和4年）8月 - 上田野運動場を拡張。
- 1935年（昭和10年）3月26日 - 創立60周年を記念し、校歌を制定。
- 1940年（昭和15年）10月10日 - 上田野グランドを拡張。
- 1941年（昭和16年）4月1日 - 国民学校令により、川内国民学校と改称。
- 1956年（昭和31年）5月10日 - 平根部落大火、児童54名、教師一名罹災する。
- 1959年（昭和34年）5月1日 - 校旗を制定。
- 1965年（昭和40年）
  - 11月1日 - 新校舎第2期工事完了。
  - 11月2日 - 水道工事完了、校舎に給水開始。
- 1968年（昭和43年）6月 - 牛乳給食を開始。
- 1971年（昭和46年）2月 - 完全給食を開始。
- 1974年（昭和49年）9月1日 - 創立100周年記念式典を挙行
- 1976年（昭和51年）8月1日 - PTA奉仕により、岩石園を造成す。
- 1980年（昭和55年）11月 - 町制施行、鳥海町立川内小学校と改称。
- 1983年（昭和58年）2月2日 - 県学校保険推進校として感謝状を受ける。
- 1985年（昭和60年）7月 - 上田野グランド拡張、屋外トイレ設置。
- 1986年（昭和61年）9月1日 - 図書室、音楽室校舎工事完了。
- 1989年（平成元年）8月2日 - 体育館、改修工事完了。
- 1990年（平成2年）8月 - 職員トイレ、更衣室、用務員室工事完了。
- 1992年（平成4年）8月 - 第1期大規模改修工事完了、水洗トイレ完備。
- 1993年（平成5年）
  - 4月1日 - 小川小学校と統合。
  - 10月 - 第2期大規模改修工事完了。
- 1994年（平成6年）6月9日 - 創立120周年記念事業として航空写真撮影。
- 1998年（平成10年）8月2日 - 給食室改修工事完了。
- 1999年（平成11年）1月2日 - コンピュータ室工事完了。
- 2000年（平成12年）8月20日 - 第22回全国PTA広報誌コンクールで表彰。
- 2001年（平成13年）
  - 8月24日 - ダムウェーター（給食運搬昇降機）取り付け工事。
  - 8月 - 照明器具改修工事（蛍光灯）。
- 2002年（平成14年）8月 - 超引用水洗トイレ工事完了。
- 2003年（平成15年）7月18日 - 警備保障システム導入。
- 2012年（平成24年）10月 - 閉校記念式典を開催し、閉校記念碑を設置。
- 2013年（平成25年）3月31日 - 閉校[3]。

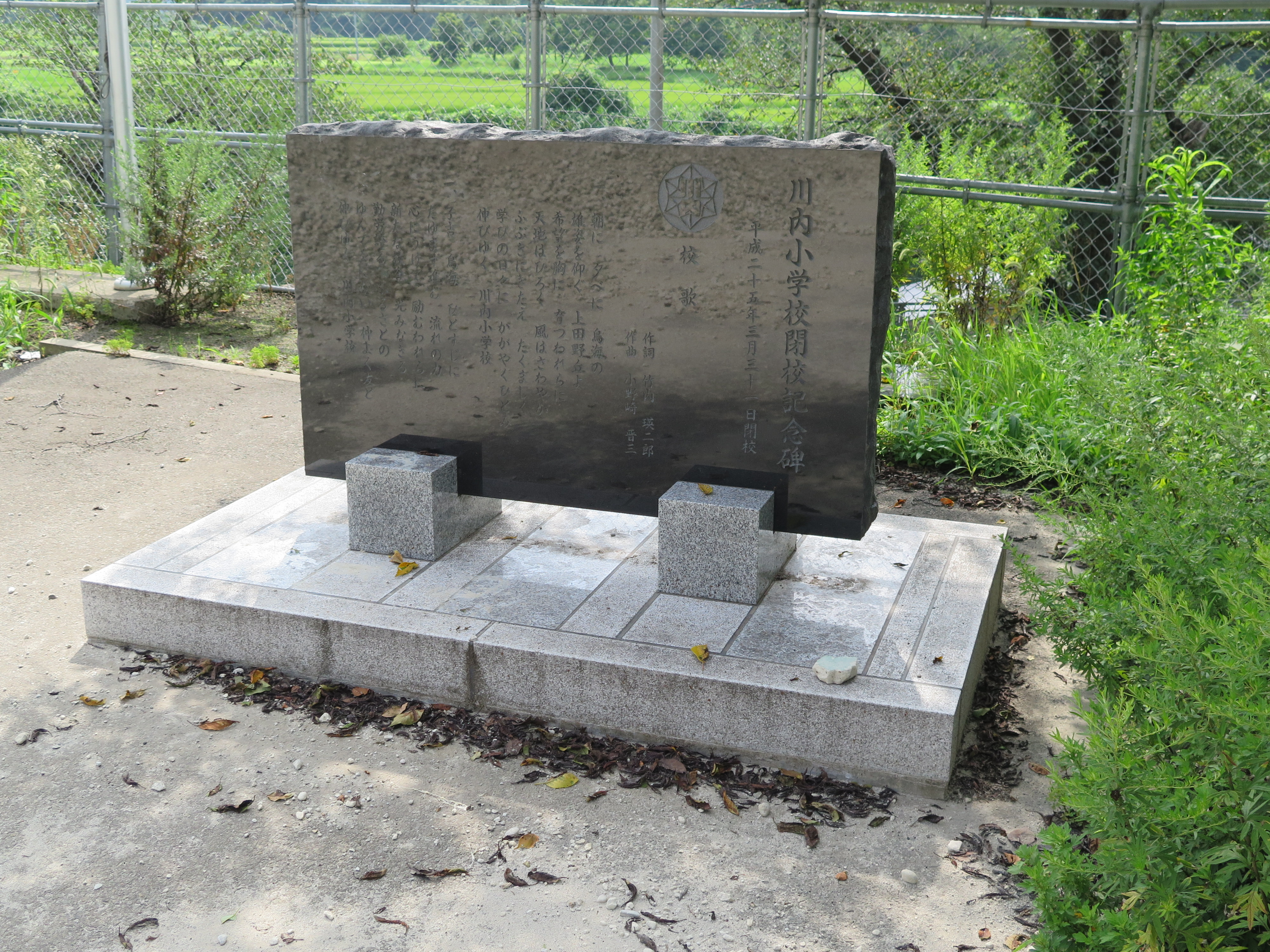
閉校記念碑（2014年8月）

## 児童数・学級数
| 年度               | 男子 | 女子 | 計  | 増減 | 学級数 | 増減 | 備考           | 出典   |
| ------------------ | ---- | ---- | --- | ---- | ------ | ---- | -------------- | ------ |
| 2003（平成15）年度 | 83   | 74   | 157 |      | 8      |      |                | [ 5 ]  |
| 2004（平成16）年度 | 81   | 72   | 153 | -4   | 8      | 0    | 創立130周年    | [ 6 ]  |
| 2005（平成17）年度 | 71   | 76   | 147 | -6   | 8      | 0    | 由利本荘市誕生 | [ 7 ]  |
| 2006（平成18）年度 | 67   | 68   | 135 | -12  | 8      | 0    |                | [ 8 ]  |
| 2007（平成19）年度 | 60   | 81   | 141 | +6   | 8      | 0    |                | [ 9 ]  |
| 2008（平成20）年度 | 59   | 74   | 133 | -8   | 8      | 0    |                | [ 10 ] |
| 2009（平成21）年度 | 60   | 74   | 134 | +1   | 8      | 0    |                | [ 11 ] |
| 2010（平成22）年度 | 53   | 77   | 130 | -4   | 7      | -1   |                | [ 2 ]  |
| 2011（平成23）年度 | 53   | 67   | 120 | -10  | 7      | 0    |                | [ 12 ] |
| 2012（平成24）年度 | 48   | 67   | 115 | -5   | 7      | 0    | 閉校           | [ 13 ] |